# El desprecio (canción)
«El Desprecio» es un sencillo promocional del noveno álbum The Last del grupo de bachata Aventura.
La canción alcanzó gran reconocimiento en muchos países de habla hispana y entre la comunidad latina en los Estados Unidos.[cita requerida]

## Contenido
La canción trata de un hombre quien está suplicando por el amor de una mujer quien al parecer lo rechaza. El hombre termina admitiendo que tiene la culpa del desprecio de la mujer.